# Вери, Никола Ламбер
Никола́ Ламбе́р Вери́ (фр. Nicolas-Lambert Wéry; 9 мая 1789, Юи — 6 октября 1867, Банд, провинция Люксембург) — бельгийский скрипач, композитор, музыкальный педагог и дирижёр.
Играл в военном оркестре в Меце, затем работал учителем музыки в Седане, время от времени путешествуя в Париж, чтобы брать уроки у Пьера Байо. В 1822 году поселился в Париже, получив работу дирижёра в частном оркестре, однако уже в следующем году получил приглашение в Брюссель, где вплоть до 1860 года был солистом придворного оркестра. В 1824 году был приглашён в школу пения Жана-Батиста Рукура с тем, чтобы учредить в ней класс скрипки. С открытием в 1832 году Брюссельской консерватории Вери стал одним из первых её преподавателей, среди его учеников был, в частности, Жан-Батист Акколаи. Автор многочисленных скрипичных этюдов, вариаций и т. п.
Имя Вери носит улица (фр. Rue Wéry) в Икселе.